# Liste der Kulturgüter in Gampelen
Die Liste der Kulturgüter in Gampelen enthält alle Objekte in der Gemeinde Gampelen im Kanton Bern, die gemäss der Haager Konvention zum Schutz von Kulturgut bei bewaffneten Konflikten, dem Bundesgesetz vom 20. Juni 2014 über den Schutz der Kulturgüter bei bewaffneten Konflikten sowie der Verordnung vom 29. Oktober 2014 über den Schutz der Kulturgüter bei bewaffneten Konflikten unter Schutz stehen.
Objekte der Kategorien A und B sind vollständig in der Liste enthalten, Objekte der Kategorie C fehlen zurzeit (Stand: 15. Februar 2024). Unter übrige Baudenkmäler sind geschützte Objekte zu finden, die im Bauinventar des Kantons Bern als «schützenswert» verzeichnet sind.

## Kulturgüter
| Foto | | Objekt                                                                         | Kat. | Typ | Standort                           | Beschreibung |
| ---- | --- | ------------------------------------------------------------------------------ | ---- | --- | ---------------------------------- | --- |
| ja   | Datei hochladen · Wikidata zu Pfarrhaus (Q19362591)                                                       | Pfarrhaus KGS-Nr.: 00908                                                       | A    | G   | Oberdorfstrasse 11 571216 / 207280 | Das 1665 erbaute Pfarrhaus ist ein schlösschenartiger, entsprechend erhöht am Hangfuss gelegener, kräftiger Putzbau unter einem geknickten Viertelwalmdach. Es prägt das Ortsbild und ist eines der stattlichsten Gebäude dieser Art im Kanton Bern. |
| BW   | Datei hochladen · Wikidata zu Mesolithischer Siedlungsplatz (Q111692560)                                  | Mesolithischer Siedlungsplatz KGS-Nr.: 09863                                   | A    | F   | Jänet / Rundi 571700 / 206601      | |
| BW   | Datei hochladen · Wikidata zu Bauernhäuser Scheurer, Oberes und Unteres Haus (Q29652094)                  | Bauernhäuser Scheurer, Oberes und Unteres Haus KGS-Nr.: 00904                  | B    | G   | Insstrasse 23, 28 571490 / 207230  | 1847 und 1769 erbaute Bauernhäuser am Fuss des Schalebergs und Teil einer bedeutenden Baugruppe am östlichen Ortseingang. Eines davon ist ein repräsentativer und grosszügig konzipierter Putzbau mit Stichbogen-Ründe, die in schnittig abgebogenen Vogeldielen ausläuft; Gliederung mit Neuenburgerstein. Daran angebaut ist ein langer Ökonomieteil mit Ofenhaus- und Brennerei.                                                                |
| ja   | Datei hochladen · Wikidata zu Fanel, ehemaliges Gasthaus und ehemalige Fährstelle an der Zihl (Q29652096) | Fanel, ehemaliges Gasthaus und ehemalige Fährstelle an der Zihl KGS-Nr.: 00906 | B    | G   | Rothausstrasse 41 569230 / 207185  | Aus zwei Gebäuden bestehendes Ensemble am Zihlkanal. Das 1677 erbaute Gasthaus ist ein behäbiger Putzbau unter geknicktem Halbwalmdach mit einem Scheunenteil von 1883. Daneben steht die 1646 erbaute ehemalige Fähr- und Schiffwechselstelle (heute als Gastwirtschaft genutzt), ein zweigeschossiger Putzbau unter steilem, geknicktem Viertelwalmdach mit Biberschwanzziegeln; an der Nordwestseite angebaut ist ein sechseckiger Treppenturm. |
| ja   | Datei hochladen · Wikidata zu Reformierte Kirche (Q16266358)                                              | Reformierte Kirche KGS-Nr.: 00907                                              | B    | G   | Insstrasse 6 571150 / 207125       | 1674/75 durch Abraham Dünz erbautes reformiertes Kirchengebäude im spätgotischen Stil. Es ersetzte einen Vorgängerbau, von dem der 1559 erbaute Kirchturm stammt. Der Putzbau mit Hausteingliedern in Brütteler- und Neuenburgerstein besitzt ein Satteldach mit wenig ausgeprägtem Knick und Abwalmung über dem Dreiachtelchor. |

## Übrige Baudenkmäler
Hinweis: Anstelle der KGS-Nummer wird als Objekt-Identifikator (ID) die Grundstücksnummer verwendet.
| ID   | Foto |                 | Objekt                                 | Typ | Standort                              | Beschreibung |
| ---- | ---- | --------------- | -------------------------------------- | --- | ------------------------------------- | ------------ |
| 31   | BW   | Datei hochladen | Ehemaliges Waschhaus (1825)            | G   | Unterdorfstrasse 9a 571270 / 207074   |              |
| 691  | BW   | Datei hochladen | Speicher (1682)                        | G   | Oberdorfstrasse 18b 571288 / 207195   |              |
| 766  | BW   | Datei hochladen | Gasthof Sternen (1835–1837)            | G   | Neuenburgstrasse 2 571043 / 207156    |              |
| 805  | BW   | Datei hochladen | Wohnhaus (um 1904)                     | G   | Insstrasse 2 571067 / 207124          |              |
| 924  | BW   | Datei hochladen | Stock (16./17. Jh.)                    | G   | Oberdorfstrasse 1 571125 / 207184     |              |
| 1474 | ja   | Datei hochladen | Ehemaliges Herrenhaus (16. Jh.)        | G   | Oberdorfstrasse 6 571129 / 207218     |              |
| 1511 | BW   | Datei hochladen | Ofenhaus (2. Hälfte 18. Jh.)           | G   | Neuenburgstrasse 8a 571017 / 207210   |              |
| 1546 | BW   | Datei hochladen | Scheune (um 1815)                      | G   | Neuenburgstrasse 4 571049 / 207186    |              |
| 1570 | BW   | Datei hochladen | Brunnen (1778)                         | K   | Insstrasse N.N. 571123 / 207136       |              |
| 1570 | BW   | Datei hochladen | Brunnen (1778)                         | K   | Unterdorfstrasse N.N. 571280 / 207071 |              |
| 2016 | BW   | Datei hochladen | Ehemaliges Ofen- und Waschhaus (1668)  | G   | Oberdorfstrasse 11a 571202 / 207266   |              |
| 2205 | BW   | Datei hochladen | Bauernhaus (um 1850)                   | G   | Unterdorfstrasse 15 571304 / 207064   |              |
| 2206 | BW   | Datei hochladen | Ofen- und Waschhaus (18. Jh.)          | G   | Unterdorfstrasse 18a 571299 / 207043  |              |
| 2268 | ja   | Datei hochladen | Denkmal Bundesrat Karl Scheurer (1934) | K   | Gürlewald N.N. 571500 / 207317        |              |
| 2269 | BW   | Datei hochladen | Bauernhaus (1769)                      | G   | Insstrasse 28 571476 / 207185         |              |
| 2405 | BW   | Datei hochladen | Eisenbahnbrücke (1899/1900)            | G   | Zihlbrücke N.N. 568858 / 206545       |              |